# Rendezői változat (South Park)
A Rendezői változat (Free Hat) a South Park című amerikai animációs sorozat 88. része (a 6. évad 9. epizódja). Elsőként 2002. július 10-én sugározták az Egyesült Államokban.
A cselekmény szerint a főszereplő gyerekek megpróbálják megakadályozni George Lucast és Steven Spielberget abban, hogy korábbi, népszerű filmjeiket újra feldolgozzák és ezzel élvezhetetlenné tegyék azokat.
Az epizód során utalások történnek a két rendező filmjeire, különösen az Az elveszett frigyláda fosztogatóira, melynek több híres jelenetét kifigurázzák. Érdekesség, hogy Lucas és Spielberg a 12. évad Nagy zűr nagy Kínával című részében is szerepel, melyben a sorozat készítői az Indiana Jones negyedik részének elkészítése miatt parodizálják ki a két rendezőt, és a filmes sorozat „megerőszakolásával” vádolják őket.

## Cselekmény
|  | Alább a cselekmény részletei következnek! |

Eric Cartman, Kyle Broflovski, Stan Marsh és Tweek egy filmet készül megnézni a moziban. A filmelőzetesekből megtudják, hogy a rendezők több filmet (például az E. T., a földönkívülit vagy a Ryan közlegény megmentését) megváltoztattak, hogy családbaráttá és politikailag korrektté tegyék őket. A Ryan közlegény megmentésében például a fegyvereket adóvevőkkel helyettesítették, a „náci” szót pedig „politikai ellentéteket hirdető személy”-re változtatták – ezzel azonban teljesen tönkretéve az eredeti mű hangulatát. Az előzetesek után megkezdődik a film, de kiderül róla, hogy az is rendezői változat. Erre a fiúk dühösen elhagyják a mozit, és elhatározzák, hogy klubot alapítana a filmek megóvására az újrarendezéstől. Hirdetést helyeznek ki az utcán, melyben ügyük támogatására embereket toboroznak és az ösztönzés érdekében odaírják, hogy „Free Hat”, azaz a csatlakozó tagoknak ingyen papírsapkákat ajánlanak fel, melyeket Tweeknek kell elkészítenie.
Másnap a fiúk döbbenten veszik tudomásul, hogy több mint 200 ember kíván csatlakozni kezdeményezésükhöz. Ám kiderül, hogy ők mind félreértették a „Free Hat” (ingyen sapka) kiírást és egy csecsemőgyilkos, Sapka Károly (az eredeti, angol nyelvű epizódban Hat McCullough) szabadon engedését akarják kivívni. Stan meggyőzi őket, hogy támogassák a filmek megmentésének ügyét és cserébe Sapka Karcsival is foglalkozhatnak. A kezdeményezéssel a televízió is foglalkozni kezd, ezért a gyerekeket meghívják egy beszélgetős műsorba. A felvételen Steven Spielberg és George Lucas filmrendező is megjelenik, de Kyle véletlenül azt az ötletet adja nekik, hogy rendezzék újra az Indiana Jones és az elveszett frigyláda fosztogatói című filmet. A rosszul sikerült találkozó után a fiúk elhatározzák, hogy betörnek George Lucas házába, ahonnan ellopják az Indiana Jones-film átdolgozását tartalmazó tekercset. Ám lebuknak és Spielberg fogságába esnek, de Tweeknek sikerül elmenekülnie.
Spielberg, Lucas és Francis Ford Coppola a premierre egy kanyonon keresztül viszik el a filmtekercset tartalmazó frigyládát és Stanéket, akiket arra kényszerítenek, hogy nézzék meg az új filmet. Tweek megpróbálja megmenteni őket, de őt is elfogják. Egy völgybe hurcolják őket, ahol kinyitják a frigyládát és vetíteni kezdik a filmet. Stan utasítja a többieket, hogy csukják be a szemüket, mert különben meghalnak. Ezután a vászonról gyilkos fénynyalábok törnek elő, mindenkit megölve, aki a filmet nézi. South Parkban mindenki a fiúkat ünneplik, de nem a filmek megmentése, hanem a szabadon engedett Sapka Karcsi támogatása miatt. Stan az elmondja az aggódó Tweek-nek, hogy a frigyládát a titkosszolgálat biztonságos helyre szállította. Az epizód végén látható, amint a faládát egy idős férfi leszögeli, majd egy gigászi méretű, titkos kormányzati raktárba viszi.